# Leandro Brey
Leandro Leonel Brey (ur. 21 września 2002 w Lomas de Zamora) – argentyński piłkarz występujący na pozycji bramkarza, od 2022 roku zawodnik Boca Juniors.